# Tegella spitzbergensis
Tegella spitzbergensis är en mossdjursart som först beskrevs av Bidenkap 1897.  Tegella spitzbergensis ingår i släktet Tegella och familjen Calloporidae. Inga underarter finns listade i Catalogue of Life.